# اچ‌دی ۱۸۸۷۵۳
اچ‌دی ۱۸۸۷۵۳ یک ستاره است که در صورت فلکی ماکیان قرار دارد.